# Pregs Govender
Pour les articles homonymes, voir Govender.
Pregaluxmi Govender, dite Pregs Govender (née le 15 février 1960 à Durban), est une militante féministe pour les droits humains, auteure et ancienne députée du Congrès national africain (ANC) d'Afrique du Sud. 
En 2008, elle est désignée par le Parlement sud-africain pour être l'une des sept commissaires qui composent la Commission sud-africaine des droits humains (SAHRC), et en devient la vice-présidente en 2009. En 2016, elle figure parmi les 73 candidats et candidates nommées au poste de protectrice public d'Afrique du Sud.

## Biographie
Pregs Govender est née en 1960 dans le quartier de Cato Manor dans la ville de Durban. Son père est le dramaturge sud-africain Ronnie Govender. Elle étudie au lycée indien pour jeunes filles de Durban (aujourd'hui le Sastri College), et obtient ensuite un baccalauréat ès arts à l'Université de Durban-Westville (en).
En 1974, à l'âge de 14 ans, elle devient militante anti-apartheid. Au lycée, elle collecte des fonds pour les détenus politiques. Quelques années plus tard, elle se confronte aux forces de l'ordre, « en se jetant sous les armes à feu et les matraques ». Elle enseigne ensuite l'anglais dans différentes écoles et universités de Durban avant de rejoindre le mouvement syndical dans les années 1980, notamment en tant qu'éducatrice nationale pour l'Union du vêtement et du textile. Elle est également bénévole pour la Natal Organization of Women au cours de ces années 1980. En 1991, elle crée le premier Collège ouvrier d'Afrique du Sud à l'université du Cap-Occidental,.
Au cours de la transition négociée vers la démocratie en Afrique du Sud, Pregs Govender est employée par la Coalition nationale des femmes pour gérer sa campagne sur la Charte des femmes. Cette campagne pour influencer la rédaction de la Constitution de l'Afrique du Sud mobilise deux millions de femmes.
En 1994, elle est élue au Parlement démocratique inaugural en tant que membre du Parlement de l'ANC, et préside le Comité parlementaire sur les femmes. Elle met également en place un groupe sur le genre et l'économie au Comité des finances. Elle est connue pour avoir été le fer de lance du budget des femmes sud-africaines, l'un des premiers exemples de budgétisation sexospécifique (gender budgeting) dans le monde. Pregs Govender démissionne de son poste de parlementaire en 2002, marquant son opposition au budget de la défense en 2001, à un moment où l'Afrique du Sud avait particulièrement besoin de s'attaquer aux conséquences du SIDA sur les femmes et les filles. À la suite de son discours d'adieu, Ahmed Kathrada, ancien prisonnier politique de l'ANC, déclare: « Continuez à nous faire marcher la tête haute, par votre courage et votre dévouement ».
En 2003, le politologue Tom Lodge commente son parcours au parlement ainsi : « En 2001, les initiatives parlementaires les plus manifestement indépendantes menées par l'ANC se trouvaient au sein du comité mixte de surveillance de la condition de la femme, présidé par Pregs Govender, qui contestait les priorités de dépenses du gouvernement et la politique de lutte contre le SIDA. En 2001, Pregs Govender s'est abstenue de voter sur le budget de la défense. Un tel comportement assertif semble devenir de plus en plus exceptionnel ».
Pregs Govender préside le panel indépendant d'évaluation du Parlement de 2007-2009. En novembre 2008, le Parlement sud-africain l'élit à l'unanimité au poste de commissaire de la Commission pour la sûreté de la femme. Elle commence son mandat en janvier 2009 puis est nommée vice-présidente en octobre 2009. Elle dirige notamment les programmesde : Convention sur l'élimination de toutes les formes de discrimination à l'égard des femmes ( CEDAW ) et Promotion de l'accès à l'information (PAIA) à la Commission. En 2016, elle figure parmi les 73 candidates nommées au poste de protectrice publique d'Afrique du Sud.

## Prix et reconnaissances
En 1999, Pregs Govender reçoit le Prix de l'Inspiration de l’Association for Women’s Rights in Development (AWID), pour son initiative, son leadership et son engagement en faveur de l’égalité entre hommes et femmes et de la justice sociale dans le monde. Elle reçoit la première bourse Ruth First en 2004, ainsi qu'un doctorat honorifique en philosophie de son alma mater, l'Université de Durban-Westville, pour sa contribution à la transformation politique de l'Afrique du Sud,.

## Publications sélectionnées
En 2006, Pregs Govender publie ses mémoires, Love and Courage : A Story of Insubordination, qui décrivent son parcours, en particulier ses années au Parlement sud-africain post-apartheid des années 1990. Le livre explore surtout la nature du pouvoir, tant personnel que politique, ainsi que le courage et la conviction nécessaire (en particulier pour les femmes) pour obtenir un véritable pouvoir.